# Plagiogramma caviscuta
Plagiogramma caviscuta är en skalbaggsart som först beskrevs av Sylvain Auguste de Marseul 1861.  Plagiogramma caviscuta ingår i släktet Plagiogramma och familjen stumpbaggar. Inga underarter finns listade i Catalogue of Life.